# Số lượng tử
Số lượng tử thể hiện các trạng thái lượng tử rời rạc của một hệ trong cơ học lượng tử. Ví dụ về hệ cơ học lượng tử thông dụng là:
- một hạt electron trong nguyên tử hiđrô
- trạng thái quay của một phân tử...

Bảng dưới đây liệt kê một số loại số lượng tử thông dụng:
| Ký hiệu | Hệ cơ lượng tử           | Tên gọi                        | Phổ giá trị                         | Ý nghĩa |
| ------- | ------------------------ | ------------------------------ | ----------------------------------- | --- |
| n       | electron trong nguyên tử | số lượng tử chính              | 1, 2, 3,...                         | Xác định năng lượng của Electron trong nguyên tử |
| l       | electron trong nguyên tử | số lượng tử phụ                | 0, 1,..., n-1                       | Xác định moment động lượng M của electron. Moment động lượng là đại lượng vector                                                                     |
| ml      | electron trong nguyên tử | số lượng tử từ                 | -l, -l+1,0,..., l-1, l              | Xác định hướng của vector moment động lượng. - Ứng với 1 giá trị của l thì có 2l+1 giá trị của ml - Ứng với 1 giá trị của n thì có n2 giá trị của ml |
| ms      | hạt cơ bản               | số lượng tử spin               | -1/2, 1/2 với electron              | |
| J       | phân tử                  | số lượng tử quay               |                                     | |
| j       | electron trong nguyên tử | số lượng tử tổng xung lượng    | 1/2 nếu l=0 và l+1/2, l-1/2 nếu l>0 | |
| mj      | electron trong nguyên tử | số lượng tử tổng xung lượng từ | -j, -(j-1),..., j-1, j              | |
| I       | electron trong nguyên tử | mức siêu tinh vi               |                                     | |

Mỗi trạng thái của electron trong một nguyên tử đặc trưng bởi 3 số lượng tử: n, l, ml.